# Ukraińscy szeryfowie
Ukraińscy szeryfowie (ukr. Українські шерифи) – ukraińsko-łotewsko-niemiecki film dokumentalny z 2015 roku w reżyserii Romana Bondarczuka.

## Opis fabuły
Film przedstawia historię dwóch mężczyzn żyjących w małej wsi Stara Zburiewka, w obwodzie chersońskim. Wobec braku policji we wsi, Wiktor Krywoborodko i Wołodymyr Rustowski wypełniają funkcję policjantów i pracowników opieki społecznej. Zajmują się rozwiązywaniem lokalnych konfliktów i problemów życia codziennego. Konflikt w Donbasie zmienia ich życie. Ludzie we wsi są podzieleni w ocenie sytuacji, ale Krywoborodko i Rustowski decydują się opowiedzieć po stronie ukraińskiej.

## Nagrody
Światowa premiera filmu miała miejsce na festiwalu filmów dokumentalnych w Amsterdamie. Na tym festiwalu film został uhonorowany specjalną nagrodą jury. W 2016 na festiwalu Millennium Docs Against Gravity film otrzymał nagrodę prezydenta Gdyni.
W roku 2016 film został zgłoszony jako ukraiński kandydat do nagrody Amerykańskiej Akademii Sztuki i Wiedzy Filmowej w kategorii filmu nieanglojęzycznego, ale nie uzyskał nominacji.